# Omicron Persei
Pour les articles homonymes, voir Omicron.
Désignations
Omicron Persei (en abrégé ο Per) est une étoile multiple de la constellation de Persée. Elle porte le nom traditionnel Atik (également Ati, Al Atik, dérivé de l'arabe « l'épaule »).
Le nom d'Atik a été officialisé par l'Union astronomique internationale le 12 septembre 2016.
Omicron Persei est un système triple. Omicron Persei A est une binaire spectroscopique constituée d'une géante bleue de type spectral B1III et d'une étoile bleu-blanc de la séquence principale de type B2V orbitant l'une autour de l'autre en 4,4 jours. C'est également une variable ellipsoïdale. Omicron Persei B, la troisième étoile, est une composante optique distante d'une seconde d'arc

## Ambiguïté
Certaines sources, dont le logiciel Starry Night, un atlas et un site internet attribuent le nom 'Atik' à Zeta Persei au lieu de Omicron Persei.

## Dans la fiction
Elle est connue pour avoir sa huitième planète gouvernée par le despote Lrrr, dans la série Futurama.